# Matthias Schwarz (Fußballspieler)
Matthias Schwarz (* 28. Dezember 1987 in Miltenberg) ist ein ehemaliger deutscher Fußballspieler. Von 2011 bis 2016 spielte er für Kickers Offenbach; seit 2018 spielt er für den Hamburger FC Alsterbrüder.

## Karriere
Schwarz begann in Kirchzell im Landkreis Miltenberg beim dort ansässigen FC Kickers Kirchzell mit dem Fußballspielen. Über den TSV Amorbach aus dem gleichnamigen Ort wechselte er im Jahr 2002 in die Jugendabteilung des FC Bayern München, in der er bis 2006 die Altersklassen durchlief. Mit der A-Jugendmannschaft erreichte er am 4. Juni 2006 das Endspiel um die A-Juniorenmeisterschaft, das in Gelsenkirchen mit 1:2 gegen den FC Schalke 04 verloren wurde. Dem Jugendalter entwachsen rückte er im selben Jahr in die Zweite Mannschaft der Bayern auf, für die er in zwei Spielzeiten 64 Punktspiele in der viertklassigen Regionalliga Süd bestritt und sieben Tore erzielte. 
Zur Saison 2008/09 wurde er von Zweitligaaufsteiger FC Ingolstadt 04 verpflichtet. Nach 26 von 34 Punktspielen verließ er den Verein, der als Vorletzter in die 3. Liga absteigen musste. Sein Debüt in der 2. Liga erfolgte am 17. August 2008 (1. Spieltag) beim 3:2-Sieg im Heimspiel gegen die SpVgg Greuther Fürth mit Einwechslung für Valdet Rama in der 64. Minute.
Zur Saison 2009/10 verpflichtete ihn der VfB Stuttgart, für dessen Zweite Mannschaft er bis zum Ablauf seines Zweijahresvertrags 65 Punktspiele  in der 3. Liga bestritt und 5 Tore erzielte. Zur Saison 2011/12 verpflichtete ihn der Ligakonkurrent Kickers Offenbach, dem er bis zum Saisonende 2015/16, die letzten drei Spielzeiten allerdings in der viertklassigen Regionalliga Südwest, angehörte. 
Seit 2018 spielt Matthias Schwarz im zentralen Mittelfeld beim FC Alsterbrüder (Hamburg) in der Bezirksliga. 

## Erfolge
- Zweiter der A-Juniorenmeisterschaft 2006 (mit dem FC Bayern München)